# Când Harry a cunoscut-o pe Sally
Când Harry a cunoscut-o pe Sally (titlu original: When Harry Met Sally...) este un film american de comedie romantică din 1989 regizat de Rob Reiner. În rolurile principale joacă actorii Billy Crystal ca Harry și Meg Ryan ca  Sally.

## Distribuție
- Billy Crystal ca  Harry Burns
- Meg Ryan ca Sally Albright
- Carrie Fisher ca Marie
- Bruno Kirby ca Jess
- Steven Ford ca Joe
- Lisa Jane Persky ca Alice
- Michelle Nicastro ca Amanda Reese
- Kevin Rooney ca Ira Stone
- Harley Kozak ca Helen Hillson
- Franc Luz ca Julian
- Estelle Reiner - Clienta mai în vârstă